# Van Fridagh (geslacht)
Van Fridagh is een van oorsprong oud-adellijk Westfaals geslacht waarvan leden sinds 1822 tot de Nederlandse adel behoren. De Nederlandse tak is in 1959 uitgestorven.

## Geschiedenis
De stamreeks begint met Evert Fridagh van den Husen die vermeld wordt van 1372 tot 1388. Een nazaat, Schotto Gerhard von Fridagh, heer van Loixen (1682-1727), werd ritmeester in Statendienst waarna nageslacht in Nederland gevestigd bleef. Achterkleinkinderen van de laatste werden vanaf 2 maart 1822 bij KB ingelijfd in de Nederlandse adel, gevolgd door homologatie van de titel van baron. In 1826 volgde inlijving met de titel van baron voor andere leden van het geslacht. Het geslacht stierf uit met burgemeester Schotto Gijsbert Lucas Frans baron van Fridagh (1878-1959).

## Enkele telgen
Mr. Gijsbert Lucas Geerlig baron van Fridagh (1821-1890), burgemeester
- Mr. Jacob Julianus Lodewijk baron van Fridagh (1852-1923), gemeente-archivaris van Leeuwarden
  - Schotto Gijsbert Lucas Frans baron van Fridagh (1878-1959), burgemeester en laatste telg van het Nederlandse adellijke geslacht
- Johanna Adriana barones van Fridagh (1853-1933); trouwde in 1888 met jhr. mr. Gerrit de Bosch Kemper (1841-1912), secretaris-generaal van het ministerie  van Waterstaat, handel en nijverheid